# Max Steel (film, 2016)
A Max Steel 2016-ban bemutatott amerikai film, amelynek a rendezője Stewart Hendler, a producerei Bill O'Dowd és Julia Pistor, a forgatókönyvírója Christopher Yost, a zeneszerzője Nathan Lanier. A főszerepekben Ben Winchell, Josh Brener, Maria Bello és Andy García láthatóak. A mozifilm a Dolphin Films, a Mattel Playground Productions és az Ingenious Media gyártásában készült, az Open Road Films és az Universal Pictures Home Entertainment forgalmazásában jelent meg. Műfaját tekintve sci-fi akciófilm.
Amerikában 2016. október 14-én mutatták be a mozikban, Magyarországon 2017. július 18-án a Mozi+ vetítette le a televízióban országos tévépremierként.
A történet Max McGrath-ről szól, aki egy nap különös dolgokat vesz észre magán, ugyanis űrlény apjának köszönhetően képes előállítani a világegyetem legveszélyesebb energiáját.

## Cselekmény
Max McGrath nem egy átlagos gyerek. Egy nap felfedezi, hogy különleges energiákat képes előállítani. Ezeket az energiákat nem könnyű kordában tartani, így segítségére siet az űrlény robot, Steel, hogy koordinálja a fiút és egyben felvehesse a harcot az N-Tek nevű szervezet ellen.

## Szereplők
| Név               | Színész / Eredeti hang | Magyar hang  |
| ----------------- | ---------------------- | ------------ |
| Max McGrath       | Ben Winchell           | Czető Roland |
| Steel (hangja)    | Josh Brener            | Moser Károly |
| Sofia Martinez    | Ana Villafañe          | Csifó Dorina |
| Dr. Miles Edwards | Andy García            | Kőszegi Ákos |
| Molly McGrath     | Maria Bello            | Zakariás Éva |
| Jim McGrath       | Mike Doyle             | Zámbori Soma |
| Murphy ügynök     | Billy Slaughter        | ?            |